# Scopula compensata
Scopula compensata là một loài bướm đêm trong họ Geometridae.